# Ferdinand von Simbschen
Freiherr Ferdinand von Simbschen (* 23. August 1795; † 29. Juni 1873 in Wien) war k.k. Feldmarschall-Lieutenant und zweiter Inhaber des Infanterie-Regiments Nr. 57.

## Herkunft
Seine Eltern waren Feldzeugmeister Joseph Anton von Simbschen (1746–1820) und dessen Ehefrau Rosalie von Wagner.

## Leben
Er begann seine Karriere 1813 als Lieutenant im damaligen 5. Chevauxlegers-Regiment „Graf Klenau“ (später Dragoner-Regiment Nr. 10). Er machte den Feldzug von 1814 in Frankreich im Generalstab mit. Für sein Verhalten in der Schlacht bei Brienne und der darauf erfolgten Verfolgung des Feindes am 1. und 2. Februar erhielt er eine Belobigung. Nach dem Krieg stieg er weiter auf, wurde 1832 Major beim Dragoner-Regiment (Erzherzog Johann) und 1835 Oberstleutnant. Im Jahr 1837 kam er als Oberst in das Dragoner-Regiment Savoyen und wurde 1845 zum Generalmajor befördert. Während des Italienischen Krieges von 1848 kommandierte er in Italien eine Kavallerie-Brigade und wurde 1849 zum Feldmarschall-Lieutenant befördert. 1857 wurde er zweiter Inhaber des Infanterie-Regiments Nr. 57.
Er starb 1873 in Wien.

## Familie
Simbschen heiratete am 18. Oktober 1824 Freiin Karoline von Minutillo (* 2. Januar 1802; † 3. Dezember 1853), Tochter von Feldmarschall-Lieutenant Friedrich von Minutillo. Das Paar hatte mehrere Kinder:
- Julius (* 18. Oktober 1825; † 1. Oktober 1906) ⚭ Gräfin Leopoldine von Mittrowsky (* 31. Juli 1835; † 5. August 1901)[3]
- Isabella (* 26. Mai 1827; † 26. April 1881) ⚭ 1857 Guido von Kober (* 11. Juni 1833; † 20. Dezember 1910), FZM[4]
- Hermine (* 28. Juli 1830;	† 11. November 1906) ⚭ Anton de la Renotière, Ritter von Kriegsfeld (* 15. Mai 1817; † 28. Januar 1876)[5]